# Minderbroedersklooster (Tielt)

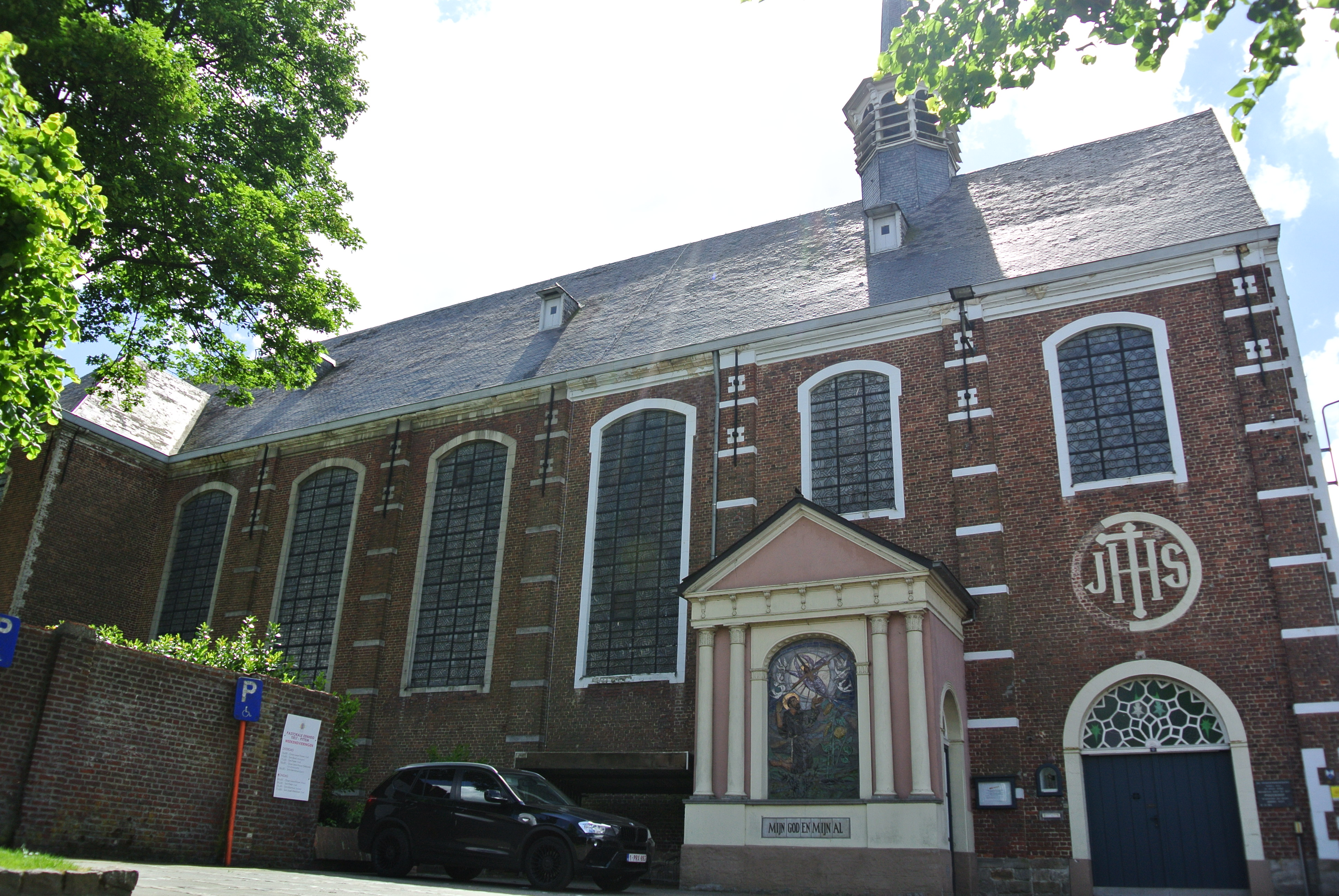
Minderbroederskerk

Het Minderbroedersklooster is een voormalig klooster in de West-Vlaamse stad Tielt, gelegen aan Kortrijkstraat 17.

## Geschiedenis
De minderbroeders vestigden zich in 1624 te Tielt. Aanvankelijk gevestigd op de Gruythof, verhuisden ze in 1634 naar het grotere Poekhof. Hier werd een nieuw klooster gebouwd dat in 1644 gereed kwam. Dit klooster werd in 1645 door Spaanse troepen, en in 1658 door Franse troepen geplunderd, terwijl in 1660 de kapel afbrandde.
In 1686 werd door de minderbroeders een Latijnse school gesticht. Deze verhuisde in 1688 naar een pand aan de Kortrijkstraat, waaruit later het Sint-Jozefcollege ontstond.
In 1698 werd op de plaats van de vroegere kapel begonnen met de bouw van een kerk, die in 1707 in gebruik werd genomen. Het klooster bleef bestaan tot 1796, toen het door de Fransen werd opgeheven en in beslag genomen. Wel werd de kerk gekocht door stromannen van de kerk, en deze kon in 1802 als parochiekerk, gewijd aan Sint-Antonius van Padua, in gebruik worden genomen. In 1835 konden ook de Minderbroeders weer terugkeren. De Latijnse school, inmiddels college, werd in 1848 overgenomen door het Bisdom Brugge en ging verder als bisschoppelijk college. In het kloostercomplex kwam een noviciaat. De novicen bouwden in 1878 een Lourdesgrot, de eerste in het bisdom. In de 2e helft van de 19e eeuw werd er veel nieuw gebouwd, en verdwenen ook enkele oudere panden.
In 1954 werd in het noviciaatsgebouw een kapel ingericht. Begin jaren '70 van de 20e eeuw kwam de tuin en de toegangsdreef in handen van het college. In 1971 werd de noviciaatsvleugel gesloopt. Nieuwe schoolgebouwen verrezen. In 2007 vertrokken de laatste Minderbroeders uit het pand.

## Kerk
De kerk van 1707 werd gebouwd in eenvoudige barokstijl. Het betreft een eenbeukige, bakstenen kruiskerk. Het toegangsportaal is van 1727 en heeft classicistische kenmerken. Rechts van het portaal is de toegang tot het voormalige kloostercomplex. Op het dak bevindt zich een eenvoudig klokkentorentje. De kerk is toegankelijk via een schilderachtige dreef.
Het kerkinterieur werd in de jaren '60 van de 20e eeuw aangepast naar ontwerp van Albert Impe. Het kerkmeubilair is deels 18e-eeuws en omvat een hoofdaltaar (1717), een Onze-Lieve-Vrouwe altaar (1728), een schilderij De Kruisvinding door broeder Lucas de Meyer (1728). Daarnaast zijn er ook 19e-eeuwse en 20e-eeuwse kunstvoorwerpen.

## Klooster
Er is een laatgotisch kloostercomplex bestaande uit vier vleugels die een vierkant hof insluiten, omringd door een kloostergang. Men vindt er wapenschilden van adellijke weldoeners, en glas-in-loodramen waaronder één dat de brand van 1660 memoreert, waarbij een blusser, Judocus van Brabant, omgekomen is.